# Rives-de-Boutonne
Rives-de-Boutonne est une commune nouvelle française qui existe à partir du 1er janvier 2025 dans le département de la Charente-Maritime et la région Nouvelle-Aquitaine. Elle résulte de la fusion des communes de Nuaillé-sur-Boutonne et de Saint-Georges-de-Longuepierre.

## Histoire
La commune est créée le 1er janvier 2025 à la suite d'un arrêté préfectoral du 30 septembre 2024 sous le nom fautif de « Rives de Boutonne » par la fusion des communes de Nuaillé-sur-Boutonne et de Saint-Georges-de-Longuepierre. L'arrêté rectificatif en vue d'accorder le toponyme aux règles de graphie officielles françaises portant le nom définitif de la commune en Rives-de-Boutonne est publié le 5 novembre 2024. Le chef-lieu de la commune nouvelle est fixé à la mairie de l'ancienne commune du Nuaillé-sur-Boutonne.

## Politique et administration
Jusqu'aux prochaines élections municipales françaises de 2026, le conseil municipal de la commune nouvelle est constitué de l'ensemble des membres en exercice des conseils municipaux des deux communes fondatrices.

### Liste des maires
| Période | Période  | Identité | Étiquette | Qualité |
| ------- | -------- | -------- | --------- | ------- |
| 2025    | En cours |          |           |         |

### Communes déléguées
| Nom                           | Code Insee | Intercommunalité                | Superficie (km2) | Population (dernière pop. légale) | Densité (hab./km2) |
| ----------------------------- | ---------- | ------------------------------- | ---------------- | --------------------------------- | ------------------ |
| Nuaillé-sur-Boutonne (siège)  | 17268      | CC Vals de Saintonge Communauté | 10,48            | 187 (2022)                        | 18                 |
| Saint-Georges-de-Longuepierre | 17334      | CC Vals de Saintonge Communauté | 10,69            | 235 (2022)                        | 22                 |

## Population et société

### Démographie
L'évolution du nombre d'habitants est connue à travers les recensements de la population effectués dans la commune depuis sa création.

En 2022, la commune comptait 422 habitants.
| 2021 | 2022 |
| ---- | ---- |
| 420  | 422  |